# Fru Dannemand
Frederikke Benedicte "Bente" Dannemand, født Mortensdatter Andersen Rafsted (født 6. august 1792 i København, død 23. december 1862 sammesteds) var Frederik VI's officielle mætresse og den sidste officielle kongelige mætresse i Danmark.

## Liv
Faderen, Morten Andersen Rafsted (ca. 1752-1821), var brøndborer ved Holmen, og moderen var Malene Gregersdatter (død tidligst 1821).
Bente Frederikke Mortensdatter alias Bente Rafsted blev som 15-16-årig den danske kronprins Frederiks elskerinde. Kronprinsens ægteviede kronprinsesse Marie Sophie Frederikke havde i årene fra 1791 født flere børn; kun én pige levede, medens tre drengebørn var døde som helt spæde. Kronprinsessen fik til 1808 otte børn, hvoraf kun to døtre overlevede.
Forfatteren Theodor Ewald fortæller i romanen Fru Dannemand, at Bentes fader blev grebet i et tyveri fra Holmen og nu stod til en streng straf. Den ganske unge Bente tog sagen i egen hånd og mødte op på slottet for at bede om nåde for sin far. Faderen fik efter sigende en mildere dom. Kronprinsens kammerjunker Johan Bülow fandt behag i pigen og foreslog kronprinsen, at pigen nu, som forholdene var, kunne "vikariere" for den syge og udmattede kronprinsesse.
Kronprinsen var nok betænkelig, men afslog ikke tilbuddet, hvorefter han i al hemmelighed valgte et skjulested hos smeden i Bagsværd for her en tid at holde eget kronprinseligt hof.
Da Christian VII døde i 1808, og kronprinsen blev konge, blev "Benedicte Rafsted" i august måned samme år installeret på Toldbodvej nr. 289, og fik senere titel og navn ”Fru Dannemand”.
Frederik VI spadserede næsten dagligt fra Amalienborg til Toldbodgade. Fru Dannemand måtte undvære hans selskab i 1805-07, medens han opholdt sig i Holsten hos hæren som værn mod Napoleon.

### Børn
I 1810 fødte Fru Dannemand kongen sit første barn, som blev døbt Louise Frederikke og senere gift med kaptajn Wilhelm Zachariæ (1807-1871). Endnu en datter blev født i 1812 og døbt Caroline Augusta. Hun blev gift med major Adolph Frederik Schack von Brockdorff (1810-1859) og døde 1844.
I 1813 fødtes en dreng, Frederik Wilhelm Dannemand. Han blev siden adlet og erhvervede sig som lensgreve Aastrup Hovedgård på Sjælland. Han døde uden livsarvinger i 1888. I 1816 fødtes William Christian Andersen,  som giftede sig med Johanne Sophia Davidsen i 1845. I 1819 fødtes endnu en søn, nemlig Frederik Valdemar Dannemand, som døde i 1835.

### "Skilsmisse" efter Wienerkongressen
I 1814 rejste Frederik VI til Wien for at deltage i Wienerkongressen. Her var det, at kongen mødte Caroline Seufert. Rygtet om Frederik VI's veninde, en "grevinde", nåede hurtigt København.
Rygtet kunne være årsag til, at Frederik VI kort efter sin hjemkomst fra Wien i april 1815 en dag fandt børnene alene hjemme med barnepigen. Fru Dannemand var rejst fra hjemmet på Toldbodvej uden at give nogen besked. Fru Dannemand rejste til Sorø. Hun var gravid og må have bedraget kongen.
Frederik VI var rasende, men skjulte værdigt sin vrede over for den, som kunne være bedrageren, en grev Edouard Romeo Vargas-Bedemar. Denne blev endda forfremmet.
En tid var Fru Dannemand i Sorø, men tog så over til sine forældre, som nu boede i Svendborg. Her var Morten Rafsted udnævnt til havnefoged, ikke som følge af sine kvalifikationer, men tvangsflyttet fra hovedstaden sammen med sin kone, på grund af "svigermorbesværligheder".
Senere flyttede Fru Dannemand i al hemmelighed til Brødremenigheden i Christiansfeld, hvor hun fødte et drengebarn. Barnet blev døbt den 9. august 1816 i Tyrstrup Kirke og fik navnet William Christian Andersen. Moderens navn blev i kirkebogen anført som Fredericia Andersen, født Raufsted, og faderens navn som Christian Andersen. Men præsten rettede siden i kirkebogen og skrev, at moderen var Frederik VI's frille, og faderen var en svensk officer.
Over for kongen opgav Fru Dannemand, at barnets far var en landskronakøbmand Åbjørnson, og mange vrede breve gik dengang fra Fru Dannemand til kongen og den modsatte vej. Brevvekslingen gik gennem Fru Dannemands sekretær, Fick, som i et af brevene bebrejdede hende, at hun kunne være så naiv at tro, hun kunne gemme sig i en så lille by som Christiansfeld. I stedet skulle hun være rejst til Hamborg.
I 1816 flyttede Fru Dannemand med sit barn til Sorø. Da Grev Vargas samtidig var i byen for at få et drengebarn vaccineret hos den lokale læge, blev greven officielt i Dansk Biografisk Leksikon udlagt som faderen til Fru Dannemands nyfødte søn. Miseren skyldtes imidlertid en forveksling, idet stolemager Holms datter, Charlotte Amalia, næsten samtidigt havde født et drengebarn. Ifølge borgerskabet måtte dette barns fader ligeledes være den forføreriske grev Vargas de Bedemar. Forvekslingen af de to børn førte endda til, at et portræt af stolemagerens datter, Charlotte Amalia, blev ophængt på Frederiksborg Slots Museum som værende et portræt af Fru Dannemand.
Men hvem der var den rigtige far til Fru Dannemands søn, blev aldrig opklaret.
Sønnen Vilhelm Andersen blev senere jurist i Hamborg, fik også en kongelig apanage, men blev offentligt kompromitteret, da han i 1848 tilsluttede sig oprøret, for i 1852 at blive auditør i preussisk tjeneste.
Som kuriosum kan nævnes, at Fru Dannemand bekostede og satte en sten ved faderen Morten Rafsteds grav ved Skt. Nicolai Kirke i Svendborg. Gravstedet blev som en af Svendborgs sjældne klenodier fredet, men nedlagt igen i forbindelse med en vejudvidelse. Men efter sigende skal stenen befinde sig inde i kirken.
I juni 1818 vendte Fru Dannemand hjem til Toldbodvej. Ifølge forfatteren Th. Ewalds roman ”Fru Dannemand” var hjemkomsten uventet for Frederik VI, men parret kom igen overens og blev forenet på Toldbodvej.
I 1819 fødte Fru Dannemand igen en søn, der blev døbt Frederik Valdemar Dannemand. Denne døde allerede i 1835.
Den 9. december 1829 fik Fru Dannemand ved kongelig reskript titel som "oberstinde". Frederik VI mente nok, at en militær titel stod øverst på rangstigen. Samtidigt blev parrets børn alle adlet (patent af 4. februar 1830). Slægten Dannemand er uddød.
Efter sigende ilede Fru Dannemand straks op på slottet, da Frederik VI døde i december 1839, hvor hun sammen med dronningen græd over den døde konge.
Oberstinde Benedichte Frederikke Dannemand alias Bente Rafsted døde 23. december 1862 og blev med militær honnør begravet på Garnisons Kirkegård.

## Gengivelser
Portrætmalerier af Hans Hansen (1812) og J.L. Lund (Det Nationalhistoriske Museum på Frederiksborg Slot), med datteren Louise af Hans Hansen, af C.W. Eckersberg 1820; endelig et maleri som ældre.
Fotografi 1861 af F.F. Petersen (Det Kongelige Bibliotek).